# Tom Steyer
Tom Steyer (New York, 27 giugno 1957) è un imprenditore, filantropo e politico statunitense, fondatore del fondo speculativo Farallon Capital e della banca Onecalifornia Bank, poi divenuta tramite fusione Beneficial State Bank, oltre che dell'organizzazione non-profit NextGen America.

Nel 2020 il suo patrimonio personale è stato stimato essere di 1,6 miliardi di dollari da Forbes..

## Biografia
Nato nel 1957 a Manhattan, figlio di Marnie Fahr, insegnante di lettura correttiva alla Brooklyn House of Detention, e di Roy Henry Steyer, socio dello studio legale di New York Sullivan & Cromwell, Steyer è cresciuto nell'Upper East Side a New York City e ha frequentato la Buckley School e la Phillips Exeter Academy.  Si è laureato con lode in economia e scienze politiche all'Università di Yale, era capitano della squadra di calcio del Yale College e ha poi conseguito un MBA all'Università di Stanford.

### Attività professionale
Ha iniziato la sua carriera alla Morgan Stanley nel 1979 e ha poi lavorato a Goldman Sachs dal 1983 al 1985, diventando quindi socio e membro del comitato esecutivo della società di private equity di San Francisco Hellman & Friedman. Nel 1986 ha fondato l'hedge fund, il fondo speculativo, Farallon Capital, accumulando nella sua gestione un ingente patrimonio.
Nel 2012 lascia la gestione del fondo per concentrarsi sul sopporto alle fonti alternative di energia, interrompendo tutti i propri investimenti in aziende inquinanti. Nel 2012 sottoscrive "The Giving Pledge", un impegno a donare in beneficenza metà del suo patrimonio mentre è ancora in vita.

### Attività politica
Nel 1983, Steyer ha lavorato alla campagna presidenziale di Walter Mondale. Ha poi raccolto fondi per Bill Bradley nel 2000 e John Kerry nel 2004.
Primo sostenitore di Hillary Clinton nel 2008, Steyer è diventato uno dei maggiori raccoglitori di fondi per Barack Obama.  Steyer è stato delegato alle Convenzioni nazionali democratiche nel 2004 e nel 2008, membro del Progetto Hamilton ed è stato coinvolto in Democracy Alliance, una rete di donatori progressisti la cui appartenenza al gruppo richiede di donare almeno 200.000 dollari all'anno alle organizzazioni raccomandate.
Dopo la vittoria di Obama nel 2008, Steyer è stato preso in considerazione per la nomina a Segretario del Tesoro. Jim Steyer, il fratello di Tom, disse a Men's Journal che Obama e i suoi consiglieri si sarebbero pentiti di aver scelto qualcun altro, a causa della sua esperienza. Nel gennaio 2013 sono finite in niente anche le voci su Steyer nominato sostituto del segretario all'energia Steven Chu.
Nel 2010, Steyer è entrato a far parte del team dell'ex segretario di Stato, George Shultz, con sede a San Francisco, per co-presiedere la campagna "No on Prop.23" riguardante la legislazione ambientale della California.  Ha donato 5 milioni di dollari alla campagna, che ha sconfitto la "Proposta 23". Nel 2012 è stato lo sponsor principale della proposta 39 sul voto in California:  il suo scopo era quello di colmare una scappatoia che facilitava il pagamento delle tasse delle multinazionali. Steyer ha contribuito con 29,6 milioni di dollari.

### Campagna di impeachment per Trump
A partire dall'ottobre 2017, Steyer ha speso circa 10 milioni di dollari per una campagna pubblicitaria televisiva a sostegno dell'impeachment per Donald Trump. Nella pubblicità, Steyer si identifica solo come un "cittadino americano" e sostiene che Trump "ci ha portato sull'orlo della guerra nucleare, ostacolato la giustizia all'FBI e, in diretta violazione della Costituzione, ha preso denaro proveniente da governi stranieri e ha minacciato di chiudere le testate giornalistiche che denunciano la verità".  Trump ha risposto definendolo "stravagante e totalmente sconvolto".
La campagna "Need to Impeach" ha portato a ipotizzare che Steyer stesse pianificando una corsa per l'incarico di governatore della California o di senatore della California nel 2018, anche se poi non lo ha fatto. Nel marzo 2018, Steyer ha effettuato un tour in 30 città e, entrando nella stagione delle elezioni autunnali, la sua campagna ha accumulato quasi 6 milioni di firme a favore della petizione.
Steyer si è dimesso dal suo ruolo di presidente di "Need to Impeach" nel luglio 2019 quando ha annunciato la sua campagna presidenziale. Come nuovo direttore esecutivo di "Need to Impeach" ha nominato Nathaly Arriola.

### Candidatura alle primarie democratiche 2020

Logo della campagna elettorale di Tom Steyer

Il 9 luglio 2019 annuncia la sua candidatura alle primarie presidenziali del Partito Democratico, di cui era uno dei principali finanziatori.
Dopo aver speso 191 milioni di dollari per la campagna elettorale e non aver ottenuto nessun delegato nazionale nelle prime quattro prove (Iowa, New Hampshire, Nevada, Carolina del Sud), il 29 febbraio 2020 decide di ritirarsi dalla competizione.

## Vita privata
Nell'agosto 1986 Steyer si è sposato con Kathryn Anna Taylor, diplomata alla Harvard College per poi conseguire un Master in business administration e una laurea in legge alla Stanford University. Hanno quattro figli.
Steyer ha due fratelli: Hume Steyer, avvocato a New York e Jim Steyer, avvocato, scrittore e docente alla Stanford University.